# Helene Böhlau
Helene Böhlau (Weimar, 22 novembre 1859 – Augusta, 26 marzo 1940) è stata una scrittrice tedesca.

## Biografia
Pur studiando privatamente per via delle sue precarie condizioni di salute, viaggiò all'estero con la sua famiglia. Assieme a Gabriele Reuter fu la scrittrice più popolare dell'epoca. Seppur non partecipasse mai attivamente alla politica, sostenne il movimento femminista moderato della classe media tedesca. Le storie incluse nella sua raccolta Novellen (1882) sono incentrate sulle condizioni opprimenti delle donne della natia Weimar.
Trasferitasi a Costantinopoli nel 1886, sposò il filosofo Friederich Arndt, il quale si era convertito all'Islam per divorziare dalla sua prima moglie e aveva adottato il nome di Omar al-Raschid Bey. Qui scrisse la sua opera maggiore intitolata Der Rangierbahnhof (1896), incentrata sulle avventure dell'aspirante pittrice Olga Kowalski che affronta le limitazioni dettate dalla sua condizione di moglie. Nello stesso anno seguì Das Recht der Mutter, un'opera che affronta il tema delle leggi discriminatorie nei confronti delle donne non sposate.
Dopo due anni la coppia rientrò in Germania, dove Böhlau scrisse proficuamente, e nel 1905 ricevette il premio Ebner per la letteratura. Alla morte di suo marito sopraggiunta nel 1911, fu curatrice delle sue opere filosofiche. A partire dal 1914 abbandonò i temi femministi, concentrandosi su soggetti storici o personaggi stereotipati come il soldato coraggioso o la moglie fedele. Pur non sostenendo le idee naziste, riuscì a pubblicare nonostante le sospette origini ebraiche di suo marito. Suo figlio rinunciò alla cittadinanza turca per prendere parte alla prima guerra mondiale, e in seguito divenne un fervente nazista.

## Opere
- Gesammelte Werke, 1927-1929. (raccolta)
- Novellen, 1882.
- Der Rangierbahnhof, 1896.
- Das Recht der Mutter, 1896.
- Schlimme Flitterwochen: Novellen, 1898.
- Das Halbtier!, 1899.
- Die Ratsmädchen laufen einem Herzog in die Arme, 1905.
- Eine zärtliche Seele, 1929.